# Universidad de Morón
La Universidad de Morón, fundada en 1960, es una institución educativa de gestión privada ubicada en Morón, Buenos Aires, Argentina. Es uno de los centros de estudios universitarios privado más importantes del Gran Buenos Aires[cita requerida] al estar ubicado en uno de los suburbios más poblados de la Provincia de Buenos Aires. En la actualidad posee 26.000 m² de infraestructura educativa, 6.000 m² destinados a laboratorios y las modernas instalaciones de su biblioteca. 
Por sus aulas pasaron más de 51.000 profesionales que egresaron de alguna de las 9 Escuelas Superiores, con carreras que cubren todas las áreas del conocimiento. 1
La universidad tiene más de 120 carreras distintas en sus 9 escuelas superiores, las cuales son:
- Escuela Superior de Arquitectura y Diseño
- Escuela Superior de Ciencias de la salud
- Escuela Superior de Ciencias del Comportamiento y Humanidades
- Escuela Superior de Ciencias Exactas y Naturales
- Escuela Superior Diocesana de Servicio Social
- Escuela Superior de Economía y Negocios
- Escuela Superior de Ingeniería, Informática y Ciencias Agroalimentarias
- Escuela Superior de Leyes
- Escuela Superior de Turismo y Comunicación

## Historia
El 18 de mayo de 1960 se procedió a la inauguración de la Universidad de Morón.
En el momento de su fundación, la Universidad contaba con dos unidades académicas: la Facultad de Derecho y Ciencias Sociales y la de Filosofía y Letras.
Luego, se crearon nuevas facultades. El 21 de marzo de 1962 se creó la Facultad de Ciencias Económicas y la Facultad de Ingeniería. Al año siguiente, el 16 de octubre de 1963, nació la primera Escuela Universitaria de Turismo del país, que en la actualidad constituye la Facultad de Ciencias Aplicadas al Turismo y la Población. 
En noviembre de 1965, se dispuso la creación de la Facultad de Agronomía y del Instituto Superior de Técnicas Periciales y en 1967, se resolvió desdoblar la facultad que agrupaba Ingeniería y Ciencias Exactas en: Facultad de Ingeniería y Facultad de Ciencias Exactas, Químicas y Naturales. 
La Universidad de Morón cuenta además con las Facultades de Arquitectura, de Informática, Ciencias de la Comunicación y Técnicas Especiales, Medicina y la Escuela Diocesana de Servicio Social, esta última dependiente administrativamente del Obispado de Morón y académicamente de esta Universidad.
Las actividades de la Universidad de Morón se iniciaron en un local en la calle Nuestra Señora del Buen Viaje 851, en Morón, creada, entonces, por iniciativa de la Academia de Estudios Históricos “Bartolomé Mitre”.
En octubre de 1960 el gobernador de la Provincia de Buenos Aires, Oscar Alende, decidió ceder el uso de las instalaciones de la Escuela Primaria N.º 3, situación que se extendió hasta abril de 1969. En respuesta la Universidad contribuyó materialmente al mantenimiento de la escuela.
Para fines de 1962, se suscribió un boleto de compra venta por el solar sito en Cabildo 134, domicilio en el cual residiera, durante largos años, el Ing. Ernesto Boatti y donde posteriormente se erigiría el Edificio Central. Luego, en 1964, se iniciaron las gestiones para ampliar la sede central, adquiriendo un edificio contiguo al de Cabildo 134. Sin embargo, la adquisición de estos inmuebles no era suficiente. De este modo y, al menos hasta el año 1967, las actividades de la Universidad de Morón siguieron haciendo necesario arrendar el salón de actos de la Sociedad Italiana a los efectos de la impartición de clases.
El 23 de junio de 1965, la Inspección General de Enseñanza de la Provincia de Buenos Aires autorizó a nuestra Universidad a usar las instalaciones de la Escuela de Comercio N.º 4, sita en la calle República Oriental del Uruguay de la Ciudad de Morón.
Para finales de la década de 1960, se impartían clases en varios edificios cercanos a la sede del Rectorado. Al respecto, entre ellos, cabe hacer referencia a la Escuela N.º 3 y al Colegio San José de los Hermanos Maristas, quienes cedieron gratuitamente sus instalaciones.
El 15 de junio de 1963 se creó la Biblioteca de la Universidad y para fines de los años 1960, la Universidad contaba con un Taller de Impresión propio y con cuatro cuerpos de laboratorios y de gabinetes especializados destinados a la enseñanza y a la investigación de los docentes y alumnos de las Facultades de Ingeniería, de Ciencias Exactas y de Agronomía.
En 1978, se inauguraba lo que hoy se denomina el Parque Agronómico de San Justo, donde los alumnos pertenecientes a la Facultad de Agronomía hacían sus prácticas y cultivaban numerosas hortalizas que luego eran donadas a hospitales de la zona. En 1981, el rubro instalaciones se vio afectado por el crecimiento de la Universidad, y así surgió la idea de ampliar la planta del Edificio Central con el objeto de satisfacer las crecientes demandas del alumnado. Este proyecto se concretó durante el año 1984 con el agregado de una nueva estructura que aportó unos 6000 metros cuadrados cubiertos. Esto, sin embargo, no fue suficiente, y las autoridades decidieron la adquisición de otras propiedades. De este modo, por ejemplo, el 5 de noviembre de 1987, se compró un inmueble para que sirviese de asiento a la nueva Facultad de Informática. Años después, en 1992, se decidió la adquisición de un predio en el Partido de Moreno, a los efectos de construir un complejo deportivo.
En 1999, se inauguró la sede de la Facultad de Medicina sita en el Hospital Interzonal General de Agudos “Prof. Dr. Luis Güemes” y, meses después de haberse inaugurado un Oratorio Interconfesional, se pusieron en marcha las obras de ampliación del Edificio Central, que aumentarían la superficie del mismo a 5000 metros cuadrados. Asimismo, la Universidad había ampliado su radio de acción en la geografía argentina con la creación de 11 anexos. Uno de ellos está ubicado en la Falda, Córdoba, otro, en Rosario, Santa Fe y los otros 9, distribuidos en la provincia de Buenos Aires y en Capital Federal.

## Carreras de Grado y Pregrado
FACULTAD DE AGRONOMÍA Y CIENCIAS AGROALIMENTARIAS
Ingeniería Agronómica
Ingeniería en Alimentos
- Técnico Universitario en Alimentos

Tecnicatura Universitaria en Alimentos
- Técnico Universitario en Mecanización de la Producción Agropecuaria

Tecnicatura Universitaria en Jardinería
FACULTAD DE ARQUITECTURA, DISEÑO, ARTE Y URBANISMO
Arquitectura
Licenciatura en Diseño de Indumentaria
- Técnico Universitario en Diseño de Indumentaria

Licenciatura en Diseño de Interiores
- Técnico Universitario en Equipamiento Interior

Licenciatura en Prevención Vial y Transporte
- Técnico Universitario en Seguridad Vial y Transporte

Tecnicatura Universitaria en Producción y Estilismo de Moda
Tecnicatura Universitaria en Diseño de Vestuario
Tecnicatura Universitaria en Diseño de Calzado y Marroquinería
FACULTAD DE CIENCIAS ECONÓMICAS Y EMPRESARIALES
Contador Público
- Técnico Universitario en Contabilidad

Licenciatura en Administración 
- Técnico Universitario en Administración

Licenciatura en Comercialización 
- Técnico Superior en Comercialización

Licenciatura en Comercio Internacional 
- Analista Universitario en Comercio Internacional

Licenciatura en Economía
- Técnico Universitario en Economía

Licenciatura en Recursos Humanos
- Analista Universitario en Recursos Humanos

Licenciatura en Relaciones Públicas
- Analista Universitario en Relaciones Públicas

Tecnicatura Universitaria en Comercialización Minorista
FACULTAD DE CIENCIAS EXACTAS, QUÍMICAS Y NATURALES
Bioquímica
Farmacia
Licenciatura en Biotecnología
- Analista Químico Universitario

Licenciatura en Biología
Licenciatura en Ciencias Químicas
Licenciatura en Genética
- Técnico en Orientación Genética

Licenciatura en Óptica Oftálmica
Licenciatura en Ecología
Óptico Técnico Especializado en Lentes de Contacto
Tecnicatura Universitaria en Cosmetología, Cosmiatría y Estética
FACULTAD DE CIENCIAS DE LA SALUD
Licenciatura en Enfermería
- Enfermero

Licenciatura en Inst. Quirúrgica
- Instrumentador Quirúrgico

Licenciatura en Kinesiología y Fisiatría
Licenciatura en Nutrición
Licenciatura en Obstetricia (desde 2017)
Licenciatura en Medicina
Licenciatura en Enfermería (REI)
Licenciatura en Inst. Quirúrgica (REI)
Tecnicatura Universitaria en Prótesis Dental
FACULTAD DE DERECHO, CIENCIAS POLÍTICAS Y SOCIALES
Abogacía              
Licenciatura en Criminalística
Licenciatura en Seguridad
Licenciatura en Seguridad – Ciclo de Lic.
FACULTAD DE FILOSOFÍA, CIENCIAS DE LA EDUCACIÓN Y HUMANIDADES
Licenciatura en Cs. de la Educación
Licenciatura en Filosofía
Licenciatura en Historia
Licenciatura en Letras
Licenciatura en Psicología
Licenciatura en Psicopedagogía
- Técnico en Orientación Psicopedagógica

Prof. de inglés para el 1.er. Y 2.º Ciclo de la EGB
Prof. en Cs. de la Educación
Prof. en Filosofía
Prof. en Historia
Prof. en Letras
Prof. en Psicología
Prof. en Psicopedagogía
Licenciatura en Psicomotricidad (REI)
FACULTAD DE INFORMÁTICA, CS. DE ESPECIALES
Área de Informática
Ing. en Informática
- Analista en Informática

Licenciatura en Sistemas
- Analista de Sistemas

Área de Cs. de la Comunicación
Licenciatura en Diseño Gráfico Multimedial
Licenciatura en Diseño Gráfico Publicitario
Diseño Gráfico
Licenciatura en Diseño y Producción en Comunicación Multimedial
- Diseñador Integral de Comunicación Multimedial

Licenciatura en Periodismo
- Periodista

Tecnicatura Universitaria en Periodismo Deportivo
Licenciatura en Publicidad
- Comunicador Publicitario

Área de Técnicas Especiales
Licenciatura en Higiene y Seguridad en el Trabajo
- Técnico Universitario en Higiene y Seguridad en el Trabajo

Tasador, Martillero Público y Corredor Rural
Licenciatura en Tasación Correduría y Gestión de Bienes
Traductorado Público de inglés
- Traductor Literario y Científico de Inglés

FACULTAD DE INGENIERÍA
Ingeniería Agrimensor
Ingeniería Civil
Ingeniería Electromecánica
Ingeniería Electrónica
Ingeniería Industrial
Ingeniería en Telecomunicaciones
FACULTAD DE CIENCIAS APLICADAS AL TURISMO Y LA POBLACIÓN
Tecnicatura Universitaria en Turismo
Tecnicatura Universitaria en Organización de Eventos
Licenciatura en Turismo
Licenciatura en Turismo – Ciclo de Licenciatura
Licenciatura en Gestión Hotelera
Tecnicatura en Gestión Hotelera
Licenciatura en Gestión Hotelera – Ciclo de Licenciatura
Licenciatura en Gestión de Servicio De Transporte Turístico
ESCUELA SUPERIOR DIOCESANA DE SERVICIO SOCIAL
Licenciatura en Servicio Social
Licenciatura en Servicio Social con requisito especial de Ingreso
Administración 

Especiales:

## Anexos
Provincia de Buenos Aires
- Moreno - Nine Shopping Victorica 1128 y Colectora Acceso Oeste - Moreno
Abogacía
- Tigre - Newton esquina Solís
Abogacía
Tecnicatura Universitaria en Jardinería
- Cañuelas
Abogacía
- San Martín - Centro de Formación Profesional N.º 406 - Calle 99 N.º 1960
Abogacía
- ANEXO COLEGIO DE MARTILLEROS Y CORREDORES PÚBLICOS DEL DEPARTAMENTO JUDICIAL Morón - Mercedes - La Plata
Tasador, Martillero Público y Corredor
- Zarate -  Hospital Zonal de Agudos Virgen del Carmen - Pagola 1502  
Licenciatura en Enfermería (Ciclo)
- Mar del Plata – Escuela Privada de Sanidad (EPSA) – San Martín 3079
Licenciatura en Enfermería R.E.I
Licenciatura en Instrumentación Quirúrgica
- Mar del Plata - IDRA
Licenciatura en Psicopedagogía
Licenciatura en Higiene y Seguridad en el Trabajo
Capital Federal
- Villa Urquiza - Av. Franklin D. Roosevelt 5678 - Tomas Devoto
Abogacía
Licenciatura en Administración
Licenciatura en Comercialización
Licenciatura en Recursos Humanos
Licenciatura en Relaciones Públicas
- Caballito – Colegio Nuevo Sol – Araoz Alfaro 251  
Abogacía
Licenciatura en Turismo
Licenciatura en Turismo R.E.I
Licenciatura en Gestión Hotelera
Licenciatura en Gestión Hotelera R.E.I
- Parque Patricios – Colegio Inmaculada Hnos. Maristas Av. - Caseros 2760
Tecnicatura Universitaria en Jardinería
Abogacía
Tecnicatura Universitaria en Turismo
Tecnicatura en Gestión Hotelera
Contador Público
Licenciatura en Administración
Licenciatura en Recursos Humanos
Licenciatura en Relaciones Públicas
- Cámara Inmobiliaria Argentina CABA
Tasador, Martillero Público y Corredor
Licenciatura en Tasación y Gestión de Bienes
- LICEO
Tasador, Martillero Público y Corredor
- María Auxiliadora
Licenciatura en Ciencias de la Educación
- AADI – Asociación Argentina de Instrumentadores – Tucumán 3667
Licenciatura en Instrumentación Quirúrgica
Licenciatura en Instrumentación Quirúrgica R.E.I
- AMA – Asociación Médica Argentina – Av. Santa Fe 1171
Licenciatura en Enfermería R.E.I
- Círculo Argentino de Odontología – Eduardo Acevedo 54
Especialización en Ortodoncia y Ortopedia Funcional de los Maxilares
- Policía Metropolitana
Licenciatura en Criminalística
Licenciatura en Seguridad  R.E.I
- IAS
Licenciatura en Higiene y Seguridad en el Trabajo
INTERIOR DEL PAÍS
- Córdoba – Instituto Argentino de Prótesis Dental (IAPD) – Balcarce 177
Tecnicatura Universitaria en Prótesis Dental
- Córdoba ISCET - Lavalleja 810
Licenciatura en Criminalística
Licenciatura en Higiene y Seguridad en el Trabajo
Licenciatura en Diseño de Indumentaria
- Tucumán – Instituto Santa Bárbara – España 1750 - Consepción
Licenciatura en Instrumentación Quirúrgica R.E.I
- Salta – Cruz Roja – Paz Chain 52
Licenciatura en Instrumentación Quirúrgica R.E.I
- Misiones - Anexo Escuela General Belgrano de Posadas
Licenciatura en Criminalística
Licenciatura en Seguridad  R.E.I
- Neuquén - CETEC - Santa Fe 250 / SENECA S.A - Independencia 744

Licenciatura en Higiene y Seguridad en el Trabajo 